# Dekurion
Dekurion (łac. decurio) – ma trzy różne znaczenia:
- Członek senatu (lub rady miejskiej) w municypium (zaanektowane miasto) lub kolonii (miasto założone przez obywateli rzymskich). Dekurioni mieli w swoich miastach uprawnienia podobne do rzymskich senatorów w sprawach administracji lokalnej, finansowych i postępowania sądowego. Od II wieku, w związku z pogarszaniem się sytuacji finansowej cesarstwa, urząd z bardzo zaszczytnego i pożądanego stawał się coraz bardziej uciążliwy. Dekurioni odpowiadali majątkiem za zebranie podatków centralnych. Z braku chętnych urząd stał się dziedziczny i obowiązkowy.
- W rzymskiej armii dowódca dekurii (decuria), czyli dziesięcioosobowego oddziału jazdy ekwitów, a zatem dziesiętnik. W okresie cesarstwa, gdy armia straciła charakter obywatelski, dekurion to dowódca wojsk przybocznych wodza, a także tytuł dowódcy szwadronu jazdy (ala).
- Osoba niższa stopniem niż animator